# ¿Dónde está el truco?
¿Dónde está el truco?' (en italiano:Il giorno più bello del mondo) es una película del 2019 de Alessandro Siani .

## Piloto
Arturo Meraviglia heredó de su padre un teatro con una compañía de circo. Abrumado por las deudas, se convirtió en empresario, pero se quedó solo con el más pobre de sus comediantes, Gianni Pochi Pochi. Un día recibe una herencia de un tío lejano, con la ilusión de poder saldar todas sus deudas, encontrándose en cambio con el cuidado de dos niños: Joel y Rebecca, que se encuentran en un internado en Suiza.
Una vez que los dos hijos del tío fallecido llegan a Nápoles, se inicia entre los tres una difícil convivencia, aderezada con momentos divertidos pero también de reflexión, hasta que se descubrió que el pequeño Gioele está dotado de un extraordinario poder de telequinesis y que debido a su poder es perseguido por un grupo de investigadores de Francia que pretenden someterlo a un experimento científico.

## Distribución
Se estrenó en los cines italianos el 31 de octubre de 2019.

## Acogida

### Recaudación
Recaudó 2,9 millones de euros en su primer fin de semana, 6,3 millones de euros después de cuatro semanas.

### Crítica
Paolo Mereghetti le dio a la película una puntuación de 3, definiéndola como «una historia esbelta e infantil» que «se filtra por todos lados».